# Jeu de Phersu

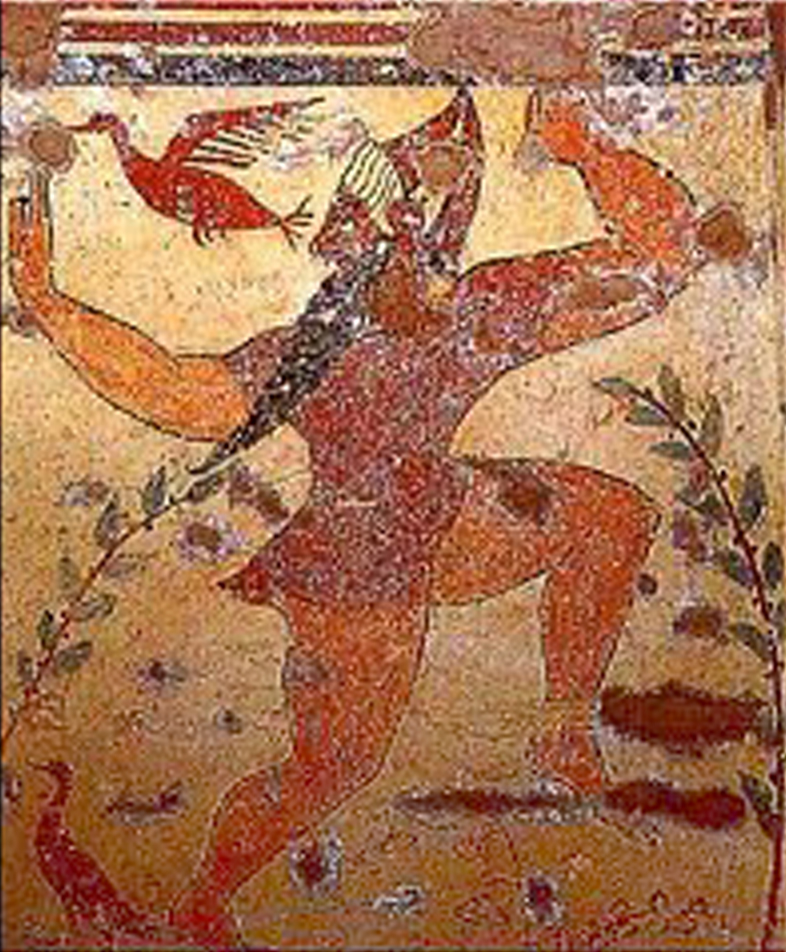
Le Phersu prenant la fuite, tombe des Augures, nécropole de Monterozzi, Tarquinia

Le Jeu de Phersu  était une scène figurée chez les Étrusques, montrant une lutte entre un homme et son chien contre un autre homme. Elle apparait sur les fresques de trois tombes, la tombe des Augures, des Olympiades et de Polichinelle de la  nécropole de Monterozzi, près de Tarquinia, toutes datées de la seconde moitié du VIe siècle av. J.-C..

## Représentation du jeu dans la tombe des Augures
Cette tombe donne la représentation la plus complète de la scène, avec tous les protagonistes. 
Un homme portant un bonnet pointu, une fausse barbe et un masque est désigné par le mot « Phersu » peint à côté de lui. Ce mot peut se rapprocher du latin personna qui signifie « masque ». Le Phersu excite un chien tenu par une longue laisse afin qu'il attaque un homme nu, couvert d'une ceinture-pagne, armé d'une massue et dont la tête est recouverte d'un sac. Sur une autre paroi de la tombe, le Pharsu fuit à toutes jambes, tendant la main derrière lui, pour se protéger. 
L'interprétation de la scène par les historiens est controversée. Le Phersu provoquerait la mort du personnage avec son chien dans un duel à issue fatale. Le combat des gladiateurs étrusques qui avait lieu en l'honneur du défunt à l'occasion de funérailles serait basé sur le jeu du Phersu.
Cette thèse est réfutée par Denise Emmanuel-Rebuffat, qui observe qu'aucun des deux protagonistes n'est représenté à terre, vaincu et succombant. L'homme encagoulé n'a que des morsures aux jambes, et tente de saisir la laisse du chien. Selon elle, il s'agit de la scène du Héros à la massue capturant le Chien, autrement dit Hercule capturant Cerbère, un thème trouvé en Étrurie dans d'autres œuvres d'art étrusques datant de la même période.